# Csendélet gyümölcstállal és citromokkal (Gauguin-kép)
A Csendélet gyümölcstállal és citromokkal Paul Gauguin festménye, amely a badeni Museum Langmatt gyűjteményének része.

## Keletkezése
Gauguin 1888 októberében Arles-ba utazott, Vincent van Gogh-hoz, hogy együtt fessenek Dél-Franciaország mediterrán fényében. Nem maradt sokáig, mert december 23-án összeveszett társával, aki a vitát követően levágta egyik fülét. Gauguin visszatért Észak-Franciaországba, Bretagne-ba, és ott dolgozott 1891 áprilisáig, amikor elindült első útjáta, Tahitira. A Csendélet gyümölcstállal és citromokkal ebben a zsúfolt időszakban készült. Gauguin kompozíciója, a fehér terítő térbeli elhelyezése és összehajtásának módja a festő barátja, Paul Cezanne csendéleteire emlékeztet. Jelentősen eltér viszont a gyümölcsök felszínének meglepően élethű ábrázolásában, valamint az ablakon túli világ, a fák, bokrok, háztetők szerepeltetésében. A kép jobb oldalán, az ablak melletti falon egy rejtélyes madár rajza látható, elképzelhető, hogy a festmény készítésének idején még élő breton népművészet népszerű libája.